# Nouvelle Revue théologique
La Nouvelle Revue théologique (NRT) est une revue de recherches et réflexion théologique née en 1869 et publiée par un groupe de professeurs de théologie, sous la responsabilité de la Compagnie de Jésus à Bruxelles. Elle a été fondée par Jean-Joseph Loiseaux, un prêtre du diocèse de Tournai. Depuis 1921 elle est dirigée par des jésuites, de Louvain d'abord, puis de l'Institut d'études théologiques, faculté jésuite de théologie de Bruxelles.

## Historique
Jean-Joseph Loiseaux (1815-1904), prêtre du diocèse de Tournai, fonde en 1847 une première revue, les Mélanges théologiques, qu’il dirige également. Divers problèmes interrompent sa publication en 1853. Loiseaux relance l’idée avec la Revue théologique qu’il lance en 1856. Il en est le directeur jusqu’en 1863. Nouveaux ennuis, et nouvelle interruption. Pas découragé pour autant l’abbé Loiseaux, devenu religieux sous le nom de père Piat, repart et, avec la collaboration des éditions Casterman (de Tournai) commence la publication de la Nouvelle Revue théologique en 1869. La revue ne connaîtra par la suite d’autre interruption que celles des deux guerres mondiales.
Le fondateur est directeur de la revue jusqu’en 1895. La revue passe alors entre les mains des pères rédemptoristes qui la dirigent de 1895 à 1907. La maison Casterman trouve alors un repreneur en la personne d’un jésuite français de Toulouse, Jules Besson (1855-1940) qui fusionne les ressources de deux revues, la Revue théologique française et la Nouvelle Revue théologique, tout en gardant l’éditeur Casterman et le titre belge. De Toulouse, où il est retourné résider après la guerre, Besson dirige la NRT jusqu’en 1921.
Appelé à Rome pour un travail lié à ses compétences de canoniste Besson demande aux jésuites belges de reprendre la revue. Ainsi en 1921 le travail éditorial est repris par les jésuites belges, l’imprimeur restant Casterman. Cette responsabilité est assumée par un groupe de professeurs enseignant la théologie aux jeunes jésuites en formation, à  Louvain d’abord (1921 à 1948) puis au théologat jésuite saint Albert de Louvain (à Eegenhoven-Louvain), de 1948 à 1972.
Entre-temps, et à la suite de l’invitation conciliaire au renouveau, Philippe Franchimont, provincial des jésuites belges, charge Albert Chapelle de repenser l’enseignement donné à la faculté de théologie. En 1968 sous son impulsion est mis en route un processus de renouvellement des méthodes d’enseignement : c’est la naissance de l’Institut d'études théologiques (IET), aujourd’hui à Bruxelles.
De 1972 à 1997, tout en restant sous la responsabilité de professeurs de l’IET, la Nouvelle Revue théologique est publiée par le Centre de documentation et de recherche religieuses (CDRR), attaché aux facultés Notre-Dame de la Paix, à Namur, où avait été transférée la bibliothèque de philosophie et de théologie d’Eegenhoven-Louvain.
En 1997, la maison Casterman, toujours propriétaire du titre de la revue, le cède à la Compagnie de Jésus. Son siège administratif est désormais à Bruxelles. Depuis l’an 2000, la revue est imprimée par l'imprimerie orientaliste des éditions Peeters (Hérent).
En 2015, un partenariat est conclu avec le portail de revues cairn.info qui propose l'accès en ligne des articles récents. En 2018 est créée une collection de hors-série, bonnes feuilles de la revue, sous le titre de Cahiers de la NRT, en partenariat avec l'éditeur CLD qui assure l'impression et la gestion de la revue. Elle 2019, la revue prend acte de la fermeture de l'Institut d'études théologiques et s'appuie sur un réseau plus large d'enseignants et chercheurs de divers lieux de formation et recherche théologiques. La revue organise un colloque jubilaire à Bruxelles les 10 et 11 novembre 2019 pour célébrer ses 150 ans.

## Présentation de la revue

### Contenu
- Plus que centenaire, la Nouvelle Revue théologique couvre tous les domaines de la théologie : l'exégèse biblique, considérée comme l'« âme de la théologie », la dogmatique, la patristique, la théologie morale, la pastorale, la liturgie, la spiritualité, la philosophie, la théologie fondamentale, l'œcuménisme, le dialogue interreligieux et enfin l'histoire de l'Église. Une des caractéristiques de la revue est de ne pas solliciter les auteurs, conservant ainsi une totale liberté éditoriale.
- Le « comité de rédaction » est aidé par un « conseil de rédaction », plus large et plus international.
- La revue propose également un éclairage théologique sur l’actualité chrétienne, s’efforçant ainsi « d’allier la plus juste fermeté à une saine ouverture à la recherche et aux problèmes de l’Église de notre temps » (lettre de Paul VI au directeur de la revue à l’occasion de son centenaire).
- À ses débuts, la revue se limitait peut-être un peu trop au droit canonique et à la morale. Jean Levie, directeur de la NRT pendant 25 ans (1926 -1951) l’a ouverte à d’autres perspectives : l'exégèse du Nouveau Testament, l’archéologie, les langues anciennes du Moyen-Orient...
- Un des apports appréciés de la Nouvelle Revue théologique est celui des recensions de livres récemment publiés, offrant un vaste panorama des publications récentes dans le champ des sciences religieuses. Ainsi, avec plus de 400 comptes-rendus par an, la revue a recensé plus de 42 000 ouvrages (de langues française, anglaise, espagnole, italienne et allemande) entre 1921 et 2002.
- Si l’on excepte les canonistes Joseph Besson (1855-1940) et Joseph Creusen (1880-1960) le contributeur le plus prolifique de la revue est le dogmaticien et missiologue Pierre Charles. Il fut le premier à montrer, dans un article de 1938 que le document antisémite appelé Protocole des sages de Sion était un faux.
- Parmi les auteurs ayant écrit dans la Nouvelle Revue théologique, se trouvent des noms très connus de la théologie et de la philosophie contemporaines : Hans Urs von Balthasar, Albert Chapelle, Yves Congar, Jean Daniélou, François-Xavier Durrwell, Gaston Fessard, Michel Fédou, André Feuillet, Jean Galot, Pierre Grelot, Henri de Lubac, Gabriel Marcel, Jean-Paul II, Joseph Maréchal, Gustave Martelet, Emile Mersch, Marie-Dominique Philippe, Servais-Théodore Pinckaers, Erich Przywara, Karl Rahner, Bernard Sesboüé, Jean-Marie Roger Tillard, Xavier Tilliette, Albert Vanhoye...
- Depuis 2011, la NRT est une revue bi-média : elle propose ses archives (de 1958 aux années 2000) à la consultation et au téléchargement libre sur son site. Les articles récents sont proposés sur cairn.info.
- Chaque année, la revue donne son accord pour la traduction de plusieurs articles, anciens ou récents, dans d'autres revues théologiques.
- Depuis 2016, Laetitia Calmeyn est membre du comité scientifique.

### Lectorat
- Publication scientifique de niveau universitaire, la revue reste abordable aux non spécialistes. Sa lecture ne demande pas de formation théologique particulière. Elle s’adresse à tout lecteur désirant se cultiver et réfléchir sur la foi chrétienne.
- Mensuelle de 1921 à 1976 la revue est devenue bimensuelle en 1977. Elle est trimestrielle depuis 1997. Chacun de ses numéros (176 pages) comporte six à huit articles (de 10 à 20 pages) avec leurs résumés en français et en anglais. La section bibliographique de chaque numéro contient des recensions d'une centaine de publications, dont systématiquement des ouvrages d'exégèse, de théologie biblique et de théologie.
- En 1922 la revue a 1 228 abonnés payants. Ce nombre atteint un record de 5 487 dans les années qui suivent le concile Vatican II (en 1969). En 2015, la revue est imprimée à 2 200 exemplaires pour plus de 2 000 abonnés. Son audience est internationale, et ses abonnés, dont une bonne moitié de francophones, sont répartis dans une centaine de pays.
- Le site internet de la revue reçoit quotidiennement environ 220 visites d'internautes situés pour l'essentiel en Europe, puis en Afrique, puis au Canada et aux États-Unis, enfin dans le reste du monde.